# Centro de Entrenamiento de la Armada de Nagasaki

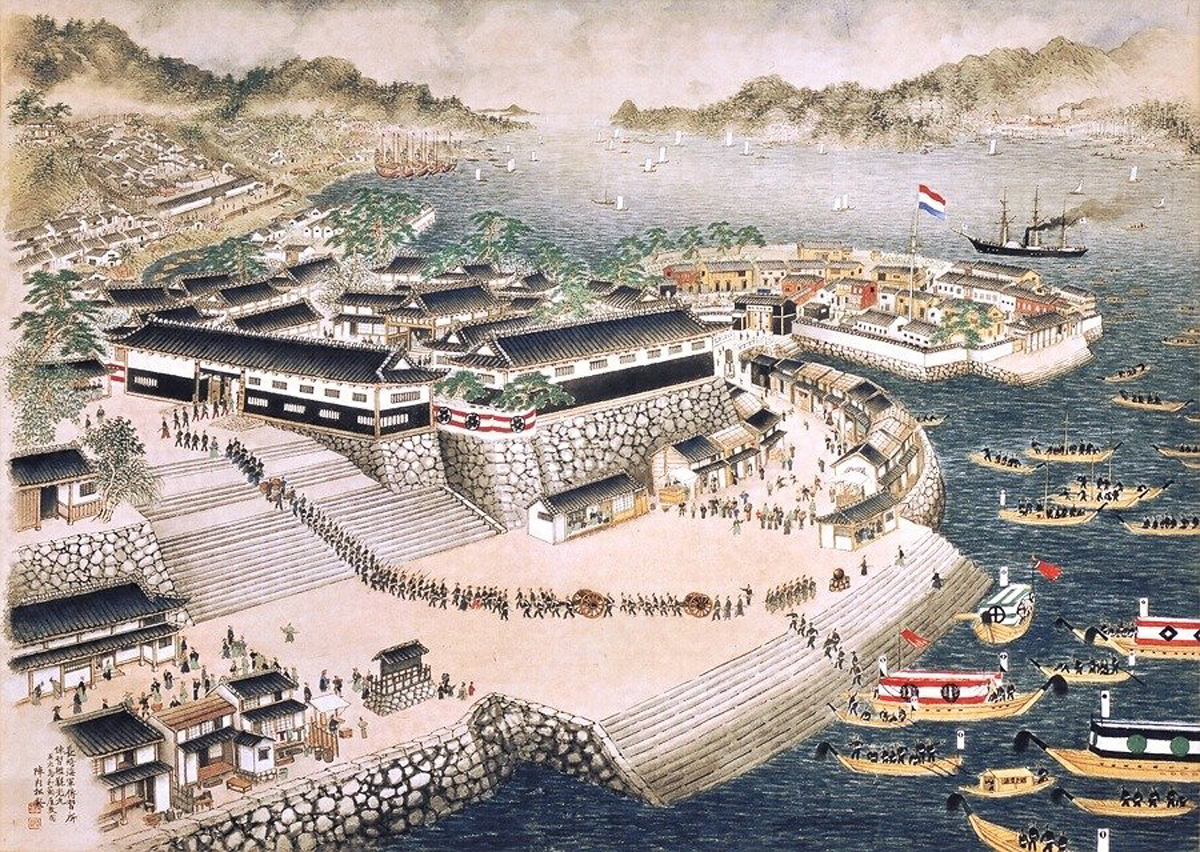
Centro de Entrenamiento de Nagasaki, en Nagasaki, cerca de Dejima.

El Centro de Entrenamiento de la Armada de Nagasaki (長崎海軍伝習所 Nagasaki Kaigun Denshū-jo?) era un instituto de entrenamiento naval que funcionó entre 1855, cuando lo estableció el gobierno del shōgun, y 1859, año en que sus funciones se transfirieron a Tsukiji en Tokio. 
La decisión de construir el centro, así como la de ordenar barcos de vapor de guerra modernos, fueron parte de las acciones emprendidas por el shogunato para modernizarse luego de la apertura forzosa del Japón impulsada por el Comodoro Perry en 1854.
El centro de entrenamiento se estableció por parte del asentamiento holandés de Dejima, en Nagasaki, donde sería posible la máxima interacción con los conocimientos navales holandeses. La administración del centro estuvo a cargo del director Nagai Naoyuki, con Katsu Kaishū como encargado de los entrenamientos desde 1855 hasta 1859, cuando se lo comisionó como oficial de la armada del shogunato a partir del año siguiente. Los oficiales de la Marina Holandesa estuvieron a cargo de la educación de los marineros; el primero de ellos fue Pels Rijcken (desde 1855 hasta 1857) y el segundo, Kattendijke (1857–1859). Entre los estudiantes, se encontraba el futuro almirante Enomoto Takeaki.
El centro además estuvo equipado con el primer barco de vapor japonés: el Kankō Maru, que fuera regalado por el gobierno de los Países Bajos en 1855.
Las instalaciones se cerraron en 1859 y su tarea de instrucción se transfirió a Tsukiji, en Tokio, hacia donde navegó el Kankō Maru con una tripulación compuesta exclusivamente por japoneses. Luego de esto, los profesores holandeses fueron reemplazados por otros franceses que entrenaron a los japoneses en el arte de la guerra marítima.
- Datos: Q1456184
- Multimedia: Nagasaki Naval Training Center / Q1456184